# Astryda Olofsdotter
Astryda (Estryda) Olofsdotter (zm. 1035 r.) – królowa Norwegii, żona króla Olafa II Świętego.
Astryda była córką króla Szwecji Olofa Skötkonunga i jego nałożnicy Eldy. Była przyrodnią siostrą Anunda Jakuba oraz rodzoną siostrą króla Emunda Starego. Astryda i jej brat nie byli dobrze traktowani przez swoją macochę królową Astrydę Obodrycką, więc zostali wysłani na wychowanie do przybranych rodziców, Astryda trafiła do Västergötlandii do człowieka o imieniu Egil. W 1016 r. zdecydowano, że Norwegia i Szwecja powinny poprawić relacje między sobą poprzez królewskie małżeństwo. Możni obu krajów próbowali zaaranżować małżeństwo Olafa z siostrą Astrydy Ingegerdą. Początkowo król Olaf II Święty zgodził się na to małżeństwo, jednak potem złamał obietnicę. Część źródeł podaje, że Astryda zastąpiła swoją siostrę Ingegerdę zgodnie z wolą swojego ojca, inne twierdzą, że małżeństwo zostało zawarte wbrew woli jej ojca, przy współpracy Olafa II i szwedzkiego jarla Ragnvalda Ulfssona. Ostatecznie Astryda poślubiła Olafa II w 1019 r. w Sarpsborgu.
Astryda była opisywana jako piękna, elokwentna, hojna oraz lubiana przez wszystkich kobieta. Była prawdopodobnie matką Ulvhildy, żony Ordulfa, księcia Saksonii. Była macochą króla Norwegii i Danii Magnusa I Dobrego, z którym żyła w dobrych stosunkach. W 1030 r. owdowiała i opuściła Norwegię, udając się do Szwecji. Zamieszkała na tamtejszym dworze królewskim, gdzie cieszyła się wysoką pozycją. Gdy jej pasierb Magnus I Dobry odwiedził Sigtunę w drodze po tron norweski udzieliła mu ona wsparcia i zachęciła Szwedów do tego samego.